# 板石街道
板石街道，是中华人民共和国吉林省白山市浑江区下辖的一个乡镇级行政单位。

## 行政区划
板石街道下辖以下地区：
板石社区、上青社区、金英村、吊水壶村、新兴村和上青村。